# 파리 정치 대학

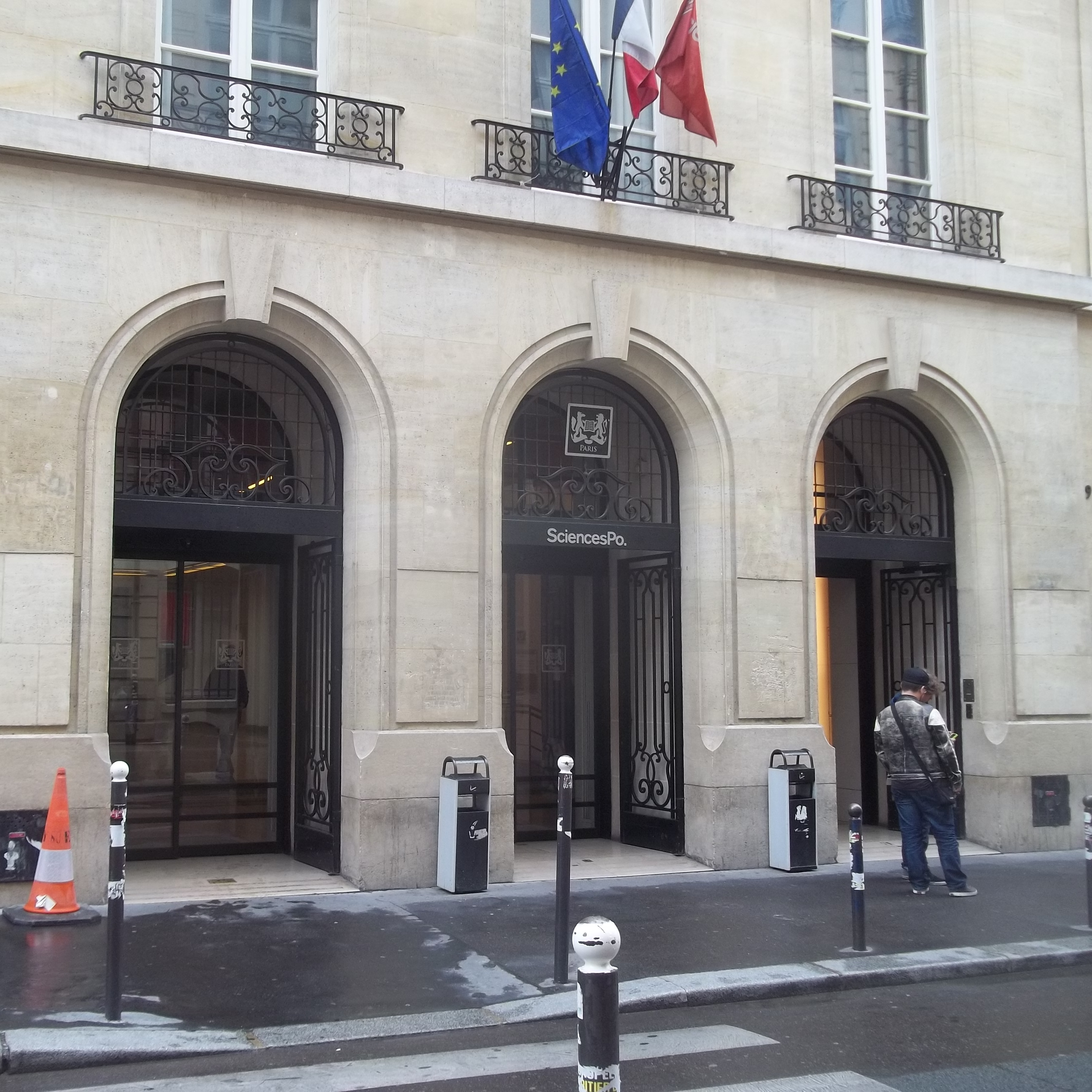

파리정치대학(프랑스어: Institut d'études politiques de Paris 앵스티튀 데튀드 폴리티크 드 파리[*])은 프랑스의 사회과학 중심의 최상위 명문 그랑제콜이다. 줄여서 시앙스포(프랑스어: Sciences Po)라고 불리기도 한다. 입학률이 8~13%로 입학이 굉장히 까다로운 학교로 알려져 있으며 소수 정예의 우수한 학생들만 선발한다. 프랑스 전/현직 대통령, 국회의원, 외교관 등 정계 주요인사를 가장 많이 배출한 프랑스 고위 엘리트 양성 대학으로,국제관계 및 정치분야에서 프랑스 최고 동문 네트워크를 자랑한다. 정치권에서는 에마뉘엘 마크롱 대통령, 프랑수아 올랑드 대통령, 자크 시라크 대통령과 프랑수아 미테랑 대통령 등 프랑스 국내외 30명의 대통령, 31명의 국무총리, 21명의 외무부장관 및 유엔 사무총장을 배출했으며, 프랑스 국회의원과 외교관의 거의 대부분은 이 학교 동문 출신들이다. 그랑제콜 특성상 소수정예의 작은 학교 규모에도 불구하고 2020년 QS 세계 대학 순위에서 정치 및 국제관계 분야 세계 2위로 평가되며 해당 분야에 있어 세계 최고 수준으로 평가받고 있다.

## 캠퍼스
- 파리캠퍼스 : 대학원(그랑제꼴) 과정 (Collège universitaire, Masters/PSIA, École doctorale - Campus de Paris)

- 지방캠퍼스 : 학부 과정 (지역학 특화과정)

- 낭시캠퍼스 (Collège universitaire - Campus de Nancy): 프랑스-독일
- 디종캠퍼스 (Collège universitaire - Campus de Dijon): 동유럽
- 푸아티에캠퍼스 (Collège universitaire - Campus de Poitier): 남아메리카
- 망통캠퍼스 (Collège universitaire - Campus de Menton): 중동-지중해
- 르아브르캠퍼스 (Collège universitaire - Campus de Le Havre): 아시아
- 랭스캠퍼스 (Collège universitaire - Campus de Reims): 북아메리카, 아프리카

## 교육
학부과정(Bachelor)은 프랑스 전역에 위치한 7개의 캠퍼스 과정으로 나뉜다. 입학 과정의 경우 크게 프랑스 내에서 고등학교 과정을 마친 학생들을 위한 전통적인 필기시험을 거치는 방식과 외국에서 고등학교 과정을 마친 학생들을 위한 서류전형과 면접시험을 거치는 방식으로 총 두 가지로 나뉜다. 파리캠퍼스와 그 외 캠퍼스들의 입학 시험 방식이 다른 것이 아니라 어디에서 공부를 했냐에 따라 입학 과정이 나뉘는 것으로, 프랑스인 학생이라 하더라도 외국에서 학창시절을 보냈을 경우에는 후자의 방식으로 입학하게 된다. 지방 캠퍼스에 진학하는 프랑스인 학생들도 파리 캠퍼스에 진학하는 학생들과 마찬가지로 필기시험을 거쳐 입학하게 된다.
파리캠퍼스 학부과정은 별도의 지역학 없이 일반 사회과학을 배우게 되며, 대부분의 수업이 불어로 이루어지는 관계로 프랑스 학생들이 다수를 차지한다. 지방 캠퍼스 학부과정은 2000년대 중후반부터 각각 소규모 정원(학년당 50~100명)으로 6 개가 신설되었다. 지방캠퍼스는 파리캠퍼스와는 달리 학제적 지역학 중심의 학부 교육을 한다. 지방캠퍼스에 지원하는 외국인 학생은 그랑제콜 준비반이나 그랑제콜 입학시험을 거치지 않고 서류전형과 면접시험으로 이루어진 외국인 전형을 통해 입학할 수 있기 때문에, 지방캠퍼스 학부과정에는 외국인 학생 비율이 70% 정도에 이를 정도로 높은 편이다. 낭시캠퍼스는 프랑스-독일, 디종캠퍼스는 동유럽, 푸아티에캠퍼스는 남아메리카, 망통캠퍼스는 중동-지중해, 르아브르캠퍼스는 아시아, 랭스캠퍼스는 북아메리카와 아프리카 지역학에 각각 특화되어 있다. 이 중 망통, 르아브르, 랭스 캠퍼스의 북아메리카 프로그램이 영어로 진행되며 따라서 외국인 학생의 수가 가장 많다. 4년 동안 두 개의 학사 학위를 취득하는 복수학위 프로그램(Dual Degree)에 재학 중인 학생들은 지방 캠퍼스만 지원할 수 있다. 2019년 기준으로 랭스 캠퍼스가 파리 캠퍼스의 학생 수를 뛰어넘으며 최대 규모의 캠퍼스가 되었다.
파리캠퍼스와 지방캠퍼스 등 총 7 개의 학부 과정들은 모두 2년은 각자 입학한 캠퍼스에서 공부하게 되고, 마지막 1년은 해외의 자매학교에서 공부한다. 예외로 복수학위 프로그램에 재학 중인 학생들은 총 4년의 학부 과정으로 2년을 각자의 캠퍼스에서, 나머지 2년을 각자의 복수 학위 대학에서 공부하게 된다.
- 일반석사(Master)는 국제학 계열(국제안보, 국제공공행정, 국제경제정책, 국제개발, 인권과 인도주의 활동, 환경정책, 국제에너지, 저널리즘과 국제학 : 8개 전공), 커뮤니케이션 계열(커뮤니케이션, 마케팅 전공: 2개 전공), 저널리즘 계열(저널리즘), 법학 계열(법학실무, 경제법: 2 개 전공), 경제 계열(경제와 비즈니스, 경제와 공공행정, 재무와 전략, 재무관리와 리스크관리: 4개 전공), 도시학 계열(도시 및 국토 관리, 대도시 경영, 도시학: 3개 전공), 공공 계열(유럽문제, 공공문제, 민간 및 공공 경영, 인사관리: 4개 전공), 기타 계열 (정치와 예술) 등 사회과학 분야 총 25 개의 전문화된 전공들이 있다. 또한 세계 주요 대학들과의 다양한 공동학위 과정들이 있다. 졸업후 각 전공에 맞는 각자의 전문분야에서 곧바로 활동할 수 있도록 상당히 전문화된 커리뮬럼을 갖춘 석사 과정이며, 2년(4학기) 재학기간 중 한 학기는 관련된 기관에서 인턴쉽(stage)을 의무로 하게 되어있다. 일반석사 과정의 수업은 불어나 영어 강의가 모두 다양하게 개설되어 비교적 자유롭게 선택할 수 있으나, 일부 전공의 경우 불어 혹은 영어 한 언어로만 이수하는 석사 과정도 있다. 파리캠퍼스와 6개의 지방 캠퍼스에서 학사과정을 마친 학생들은 별도의 입학전형 없이 모두 파리 캠퍼스의 일반석사 과정에 진학할 수 있다. 재학생의 55%가 일반석사 과정의 학생들이다. (37% 학부과정, 8% 연구석사 및 박사과정)

- 연구석사(Master de Recherche)와 박사과정(Doctorat)은 연구자나 학자를 양성하기 위한 과정으로 전공은 정치학, 사회학, 역사학, 경제학, 법학(2009년 신설)이 있다. 연구석사 과정은 일반석사 과정에 비해 소수만 선발하며, 2009년부터 석박사 통합과정(Ph.d program)으로 사실상 통합 운영되고 있다. 2년의 연구석사 과정을 이수하고 논문심사를 우수한 성적으로 통과하면 박사과정으로 진학할 수 있다. 박사과정은 대학원(École Doctorale)과 연구소(Centre de Recherche) 두 곳에 각각 소속되어 5년+α(정치학, 사회학, 역사학 평균 6~7년, 경제학, 법학 평균 4~5년)의 기간 동안 학업과 연구를 병행한다.

- 위의 주요 학위 과정들 이외에도, 수년간의 직장 경험이 있는 사회인들을 재교육하기 위한 2년간의 Professional 과정으로 MPA(공공정책 석사)과정과 MBA(경영학 석사)과정이 별도로 존재한다. (2009년 현재 MBA과정은 더 이상 운영되지 않지만, MPA과정은 계속 운영되고 있다) 또한 현재 재직중인 직장인을 위한 저녁시간대 비학위 과정들도 여러 가지 존재한다.

프랑스 그랑제콜의 특성상 일반 국립대학들에 비해 규모가 작기 때문에 정원 대비 지원자 수가 많아 학부 및 대학원 과정 경쟁률이 상당히 높다. 학부 과정 입학의 경우 파리 캠퍼스가 지방 캠퍼스보다 어렵고, 프랑스인 전형이 외국인 전형보다 경쟁이 심하다. 학부 과정과 석사 과정에는 외국인 전형이 별도로 있으나, 연구석사와 박사과정에는 외국인 전형이 별도로 없다.
파리 캠퍼스 및 6개의 지방 캠퍼스 학부과정 모두 마지막 1년은 재학생 전원이 전 세계 주요 대학으로 교환학생 파견되고, 일반석사과정은 한 학기동안 정부기관, 주요기업, 국제기구, 엔지오 등에서 인턴을 하게 되어 있어 프랑스에서 가장 국제화된 교육기관으로 뽑힌다. 외국 학생들의 입학 비율은 평균 30% 이상을 유지하고 있고, 매년 전 세계에서 많은 수의 교환학생들이 오기 때문에 실제 수업에 참가하는 외국 학생의 비율은 50%를 넘는다.
교육 언어는 파리 캠퍼스의 경우 학사, 석사, 박사 과정 모두 불어가 중심이 되지만, 2000년대 후반부터 불어와 영어를 모두 사용하는 사실상 이중언어 교육을 하고 있다. 석사 과정의 경우에는 세부전공에 따라 불어 혹은 영어 중 한 가지 언어만으로도 이수가 가능한 전공들도 있다. 6개 지방 캠퍼스의 소규모 학사 과정들은 불어,영어, 그리고 지역별 언어들로 수업이 이루어진다.

## 연구
파리정치대학(시앙스포)은 1980년대 초반까지는 엘리트들을 위한 교육 프로그램이 중심이었으나, 1980년대 중반부터 교육 프로그램은 물론 연구 프로그램에 많은 인적,물적 자원을 투자해서, 현재는 프랑스 사회과학 분야에서 가장 우수한 국제적인 연구소들을 운영하고 있다. 그리고 이러한 연구소들의 성과들을 바탕으로 국제적으로 높은 평판을 받는 대학원 과정을 운영하고 있다.
이러한 연구소들로는 가장 대표적으로 국제관계연구소(CERI), 프랑스 정치연구소(CEVIPOF), 유럽학 연구소(CEE), 경제연구소(OFCE) 등이 있는데, 이 연구소들은 노벨상 수상자 등 전 세계적으로 우수 연구자들을 적극 유치하고, 프랑스 정부 및 유럽연합이 발주한 대형 연구 프로젝트를 다수 수행하고 있다.
- 국제관계학(International Relations) 분야 연구소

CERI (Centre d’études et de recherches internationales)
CEE (Centre d’études européennes de Sciences Po
- 역사학(History) 분야 연구소

CHSP (Centre d’histoire de Sciences Po)
- 사회학(Sociology) 분야 연구소

OSC (Observatoire sociologique du changement)
CSO (Centre de Sociologie des organisations)
- 경제학(Economics, including economic policy) 분야 연구소

OFCE (Observatoire français des conjonctures économiques)
GEM (Groupe d'économie mondiale)
- 프랑스정치 (Political Science in France)

CEVIPOF (Centre d’étude de la vie politique française)
CDSP (Centre de données sociopolitiques de Sciences Po)

## 세계대학순위
2000년대 중후반 이후 연구소들이 재정비되고 교수들과 연구원들의 연구성과가 본격적으로 나오기 시작하면서 그동안 저평가되었던 세계대학 순위도 상승추세에 있다. 그랑제콜의 특성상 일반대학보다 규모가 작고, 사회과학 분야의 학과 및 연구소들만 있기 때문에, 종합 대학 평가보다는 학문 분야별 평가가 유의미하다. 2020 QS World University Ranking 에 따르면 정치학/국제학 (Politics and International Relations) 분야에서 세계 2 위, 2019 QS World University Ranking 에 따르면 사회학 (Sociology)은 세계 28위로 평가되었다. 학교의 규모는 물론 교수와 연구원들이 쓰는 논문이나 저서의 반 이상이 프랑스어이기 때문에 영미권 대학에 비해 평가에서 여러 가지 불리한 요소가 있음에도 불구하고, 전 세계에서 영어권 학교를 제외하면 이 두 분야에서 사실상 1~2위를 차지하고 있다.

## 동문
프랑스 정계에서 가장 화려한 동문 네트워크를 가지고 있는 것으로 유명하며 재계에서도 주요 인사를 많이 배출하였다. 정계의 유명한 동문들의 경우 대부분 학교 재학 중 교내 국가고시 준비반을 거쳐 프랑스 국립행정학교(École nationale d'administration: ENA)를 함께 수학했으며, 재계의 유명한 동문들의 경우는 파리경영대학(École des hautes études commerciales de Paris: HEC Paris)이라는 그랑제콜을 함께 수학한 경우가 많다.
또한 학계에서도 뚜렷한 두각을 나타내고 있는데, 특히 정치학 분야 교수의 경우 프랑스 정치학 정교수들 중에서 이 학교 출신들이 가장 많은 비율을 차지하고 있으며, 국제적으로도 소수정예의 그 명성이 인정을 받아 하버드 대학교등 북미권 대학을 중심으로 해외 대학에서 활약하는 프랑스 출신 정치학 교수들의 대부분은 이곳 출신이다.

## 교류
영국의 옥스퍼드 대학교, 런던 정치경제대학교, 미국의 컬럼비아 대학교, 노스웨스턴 대학교, 펜실베니아 대학교, 캐나다의 브리티시컬럼비아 대학교, 일본의 동경대학, 와세다 대학, 게이오기주쿠 대학, 중국의 북경 대학교, 칭화 대학교, 푸단 대학, 싱가포르의 싱가포르 국립대학교, 독일의 막스 플랑크 연구소, 베를린 자유 대학, 이탈리아의 보코니 대학교 등 20 여개의 세계 주요 대학들과 학사, 석사, 박사 공동 학위 과정 혹은 공동 연구 프로그램을 운영하고 있다. 이 외에도 교환학생 파견 및 연구자 교류를 위해 전 세계 300 여개 주요 대학들과 교류협정을 맺고 있으며, 한국의 경우에는 고려대학교, 서강대학교, 서울대학교, 이화여자대학교, 연세대학교와 교류협정을 맺고 있다.

## 같이 보기
- 국립행정학교
- 그랑테타블리스망